# Kid Krow
Kid Krow är debutalbumet av den amerikanska singer-songwritern Conan Gray som släpptes internationellt av Republic Records den 20 mars 2020. Gray skrev albumets låttexter själv innan han färdigställde dem tillsammans med musikproducenten Dan Nigro i hans garage. Skapandeprocessen var en fortsättning på det nära samarbetet som duon utvecklade på Grays första EP Sunset Season (2018).
Texterna på Kid Krow karaktäriseras av självbiografiska dagboksliknande berättelser. Huvudsakligen beskrivs Grays erfarenheter av att gå från tonåring till ung vuxen, en förvirrande tid som ledde till hans första erfarenheter av förälskelse, kärlek, obesvarad kärlek och hjärtekross. Vidare utforskas teman som svartsjuka, andras oärlighet, svek och hans svåra barndom. Texterna kännetecknas av en hög grad av självmedvetenhet men även introspektion, melodramatik och cynism. Kid Krow är ett pop- och indiepop-album skapat med en minimalistisk produktionsstil och med influenser av drömlik klassisk rockmusik, akustisk musik, lo-fi och grunge. Albumet innefattar även inslag av punkpop, 1980-talsinspirerad syntpop och alt-pop.
Kid Krow mottog positiv respons från musikjournalister som berömde Grays låtskrivande, hans sång och karisma samt produktionen. Under premiärveckan gick albumet in på femteplatsen på Billboard 200 och förstaplatsen på Pop Albums. I september 2020 var Kid Krow årets bästsäljande debutalbum i Grays hemland och det bästsäljande debutalbumet i kategorin pop på två år. Albumet fick ett uppsving i försäljning på global nivå efter att singeln "Heather" blivit en sleeper hit under sista kvartalet av 2020. Kid Krow mottog guld- eller platinacertifikat i flera länder, däribland USA, Kanada, Danmark, Mexiko och Polen. Albumet stöttades av Grays andra konsertturné, The Comfort Crowd Tour, som besökte många av USA:s större städer. Vidare marknadsföring inklusive hans första världsturné ställdes in till följd av Covid-19-pandemin.
Gray och Republic släppte totalt sex singlar från Kid Krow. Albumets huvudsingel "Maniac" blev viral på  TikTok och fick över 50 miljoner streams på Spotify inom några månader efter utgivningen. Den blev Grays första singelutgivning i karriären att bli certifierad och fick platina eller flerfaldigt platinacertifikat i USA, Kanada, Brasilien och Australien. Albumets andra singelframgång "Heather" släpptes först efter att den gått viral på Instagram och TikTok. Låten blev Grays första på den prestigefyllda amerikanska singellistan Billboard Hot 100 där den nådde plats 46 och mottog ett dubbelt platinacertifikat av Recording Industry Association of America (RIAA). Låten fick över en miljard streams på Spotify.

## Bakgrund

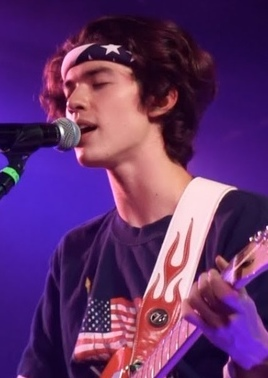
Gray under ett uppträdande den 29 mars 2019.

I november 2018 släppte den amerikanska singer-songwritern Conan Gray sin första EP med titeln Sunset Season. Gray hade fått ett skivkontrakt med Republic Records samma år efter att hans låt "Idle Town" blivit viral på sociala medier. Han hade dessförinnan gjort sig känd som vloggare på Youtube, vilket hade genererat en aktiv följarkrets. Gray vloggade om sin tonårstid och uppväxt i den sömniga småstaden Georgetown, Texas. Sunset Season hyllades av musikjournalister och Vice.com krönte honom till "Generation Z:s sorgsna pop-prins". EP:n genererade två musiksinglar, "Generation Why" och "Crush Culture", som tillsammans med Sunset Season kom att streamas över 250 miljoner gånger på alla plattformar sammanlagt fram till 2019.
För att marknadsföra Sunset Season begav sig Gray ut på sin första konsertturné, The Sunset Shows, som besökte flera städer i USA och Kanada under våren 2019. Gray hade ett nytt förband varje kväll, däribland Madi Sipes & the Painted Blue, Silver, och Spencer. Majoriteten av spelningarna blev slutsålda vilket ledde till att fler datum lades till i efterhand med Girl in Red som förband. Under hösten 2019 utökades turnén till Europa där Gray besökte Storbritannien, Tyskland, Frankrike och Nederländerna. Parallellt var Gray förband åt Panic! at the Disco på deras Nordamerikanska konsertturné. Han återutgav kompositionen "The Other Side" (2016) och den nya låten "The King" som fristående singlar. I november 2019 postade Gray ett utdrag från Spotify som visade att Sunset Season hade fått 145 miljoner spelningar på plattformen det senaste året. Han skrev: "Denna vecka fyller min första EP ett år. Jag kan inte ens börja förklara hur mycket dessa fem spår förändrade mitt liv, så jag tänker inte försöka. Jag kan inte hålla mig tills ni får höra mitt debutalbum."

## Utveckling och inspelning
Inför skapandet av Kid Krow var Gray fast besluten om att inte involvera ytterligare musikproducenter trots att han var under kontrakt hos ett stort skivbolag, vilket innebar att möjligheten fanns. I en intervju sa han: "[...] det som fick folk att gilla min EP var hur den skapats och jag ville vara säker på att det fanns kvar. Folk gillade och uppskattade musiken som skapats från mitt sovrum och från Dans garage. Så det fanns inget behov att ändra något." Som på Sunset Season skrev Gray alla låtar till Kid Krow ensam i sitt sovrum. För att öva inför albumskapandet skrev han minst en låt om dagen i ett helt år tills han hade skrivit över 200 låttexter. Majoriteten av låtarna som kom med på Kid Krow skapades på lediga stunder under uppehåll mellan spelningar. Skrivprocessen började ofta med att skapa melodin innan han fortsatte till texterna. Han färdigställde demoversionerna av låtarna på gitarr.
Inspelningsprocessen liknade den för Sunset Season. Efter att Gray färdigställt texterna producerade duon musiken i Nigros garage. Gray beskrev samarbetet med Nigro som "väldigt enkelt" eftersom de var nära vänner och trivdes i varandras sällskap. I en intervju med W Magazine kommenterade han samarbetet: "Jag skrev alla låtar och sen visade jag dem för honom. Antingen sa han: 'Äh, det här är en dålig låt, den kommer inte med på albumet' eller så sa han: 'den är riktigt bra, den ska med på albumet'." Gray förklarade i en intervju med People att Kid Krow var svårare att färdigställa än Sunset Season. Han sa: "Jag skapade min EP innan jag fick ett skivkontrakt. Jag gjorde den på egen hand innan någon brydde sig om min musik, så det fanns ingen press alls. Med det här albumet så fanns det så många fler faktorer att ta hänsyn till. Det har tagit ett bra tag att landa i hur mycket mitt liv har förändrats." Utöver Nigro samarbetade Gray med produktionsduon Captain Cuts på albumspåret "Little League". I en intervju med The Recording Academy i september 2019 kommenterade Gray skapandet av Kid Krow och att fans kunde vänta sig "mörkare musik". Han sa: "Jag tror att dom kan förvänta sig frigörande gråt och ett litet uppror. Albumet är ett litet paket av kaos hittills helt enkelt." När han var yngre vågade han inte dela med sig av sitt psykiska mående i lika stor utsträckning. I en intervju med webbplatsen Soundazed beskrev han hur rädsla för vad andra skulle tycka hade hållit honom borta från mer personliga texter. Han sa: "Ju äldre jag blir ju mer förstår jag hur mångfacetterad människor är och att det är en extremt nödvändig del i att vara människa och att känna sorg och att kunna prata om det genom musik."

## Musik och låttext
Kid Krow består av tio spår och två kortare mellanakter och har en speltid på 33 minuter och 33 sekunder. Albumet är sammansatt utifrån en blandning av flera musikgenrer men bygger i huvudsak på pop och indiepop med en minimalistisk och sömnlös produktionsstil som innehåller element av drömlik klassisk rockmusik, akustisk musik, lo-fi och "bedroom pop". Albumets "drömlika melodier" framkallar nostalgikänslor enligt Paper Magazine medan Pop Crave beskrev stilen som en kombination av en "John Hughes-film i Tumblr-eran" med inslag av "Perks of Being a Wildflower och alt-pop i samma stil som Lorde". Gray uttryckte i en intervju att han lyssnar på "all sorts musik" och att albumet som resultat var "överallt" stilmässigt. En viktig inspirationskälla var grungemusik från 1990-talet och band som Radiohead, Nirvana och Mazzy Star. Utöver grunge innehåller albumet även delar som går mot  folkmusik och "glansig" tuggummipop inspirerad av Grays idol Taylor Swift. Gray beskrev albumets stil som "kaos" och menade att den inte skulle gå att klassificera som enbart en musikgenre. I en intervju med den australienska webbplatsen Pilerats förklarade han: "[Att lyssna på albumet] får en att tänka: 'är den här grabben ok?' och svaret är 'nej, han är definitivt inte okej'. [Albumet är] ganska förvirrat, men jag tror att vi lever i en tidsålder där du kan göra vad du vill. Min förhoppning är att om någon inte gillar 'Maniac' så kanske dom tycker om 'The Story' eller om dom inte gillar 'The Story' så kanske dom tycker om 'Heather'. Jag gillar så mycket olika musik och känner inte att jag måste placera mig i endast en kategori."
Grays stilval som låtskrivare var att använda neutrala eller olika pronomen i texterna. På så vis lämnades texterna öppna för tolkningar och för fans att kunna placera sig själva i berättelserna, oavsett sexuell läggning. I en intervju med Uproxx beskrev Gray hur maskulinitet haft en toxisk inverkan på hans liv men bad samtidigt fans att inte placera honom i facket "gay". Han sa: "Vad jag älskar med musik är dess lättillgänglighet- att människor, vilka dom än är kan lyssna på den och känna tröst. Därför försöker jag undvika allt sånt [pronomen] rent generellt. När jag lyssnar på musik så hittar jag mig själv i texterna och jag tror dom flesta lyssnar på musik på samma sätt. Så som låtskrivare tänker jag: 'Vad kan jag göra för att människor ska känna sig lite mera hemma när dom lyssnar på min musik?"

### Komposition
"Comfort Crowd" är en akustisk komposition som inleds nedstrippad med Grays sång som ackompanjeras av bas innan fler lager av hans bakgrundssång läggs till i senare verser. Bakgrundssången används emellanåt för att betona delar av låttexten. Någon sekunds tystnad uppstår innan låten övergår till refrängen som domineras av gitarr. "Wish You Were Sober" är en pop- och syntpop-låt som innehåller sång som manipulerats i Auto-Tune och elektroniska pulserande beats. Låten har jämförts med kompositioner från Taylor Swifts album 1989 (2014). "Maniac" beskrevs av MTV som en "total 1980-tals feberdröm" med "glänsande syntar", och dancehall-bas som ackompanjeras av en energirik sånginsats där Gray ylar mot månen.
"(Online Love)" är en mellanakt med en speltid på 37 sekunder. Kompositionen består av ett telefonsamtal som kopplas fram och ljud från ett café med porslinsskrammel och småprat i bakgrunden. "Checkmate" har beskrivits som en "dynamisk komposition" med salvor av slagverk och en explosiv refräng. Den rör sig inom ramarna för "pop-punk" inspirerad av Avril Lavigne. "The Cut That Always Bleed" är en ballad som Gray kallade albumets mest emotionella låt. Den har 1990-tals inspirerad gitarr och slagverk och enstaka pianoackord. "Fight or Flight" är albumets mest rock-influerade komposition, uppbyggd med elgitarr och ett ackordskifte i mitten vilket ger en "mörk" ljudbild. "Affluenza" inleds med ljud från en inspelningsstudio och ett sjukhus. Låten börjar därefter "långsamt och argt" med violin och en repeterande pianoslinga. Mot låtens andra halva sker ett skarpt stilskifte mot elektronisk musik. "(Can We Be Friends?)" är albumets andra mellanakt och utgör ett akustiskt förspel till "Heather". Den sistnämnda låten är ett akustiskt nummer som beskrevs av Affinity som en yngre, mera emotionellt laddad version av Swifts "Teardrops On My Guitar" (2006). Den har även viss antydan till country och bandet Little Big Towns "Girl Crush" (2014). "Little League" inleds med piano och byggs sedan på med slagverk. "The Story" är en "lågmäld" akustisk komposition med tystlåten och varsam sång. Mot låtens slut byggs sången upp och övergår från att vara lågmäld till att nå ett klimax.

### Influenser och teman
"Albumet handlar om att bli myndig. Jag skrev det när jag var 19 och 20 och nu är jag 21. Det var mitt sätt att hantera upplevelserna av att vara ung just nu. Så den handlar om första gången jag blev kär, första gången jag hade krossat hjärta, att flytta till en storstad och, du vet, växa upp och vara ung med massa känslor som rusar när man ung. Så Kid Krow är en beskrivning av mitt liv, den är absolut min dagbok: som blev ett musikalbum som nu alla kan lyssna på. Det är väldigt pinsamt."
Kid Krow innehåller personliga berättelser och tankar som har beskrivits som att läsa ur någons dagboksanteckningar. Musikjournalisten Ryan Garay ansåg att albumet tacklade "svårigheterna med att växa upp" med "hjärtekross och ångestladdad frustration". Texterna genomstrålar introspektion, självmedvetenhet, melodramatik, melankoli och cynism. Medan Sunset Season utforskade sista året som High School-elev med nostalgi som huvudämne, utforskar Kid Krow hela Grays livshistoria, hur han ser på världen och hur det är att gå från tonåring till ung vuxen. Medan Gray skrev texterna till albumet beskrev han hur hans dåvarande ålder medförde mycket "förvirring" då han var "en ungdom, men ändå inte." En övergång som innebar många "misslyckanden" och "misstag" samt ansatser att "försöka förstå sig på livet". Detta medförde texter om helt nya erfarenheter, som beskrivningar av den första förälskelsen och första hjärtekrossen. Att utveckla en ny identitet som vuxen var något han fann inspiration i och sa till Paper Magazine: "Jag tror att alla ungdomar kan känna igen sig i känslan att behöva dö, för att kunna börja om från början och bygga upp sig själv igen. Att växa upp är ofta smärtsamt och man samlar på sig många skelett i garderoben, många jobbiga minnen man vill ignorera [...]."
Gray har beskrivit hur han också hämtade inspiration från sin "rätt svåra" barndom i Texas och det utanförskap han kände på grund av sitt asiatiska påbrå. Han uttryckte hur hans mognad gett honom nyfunna perspektiv, särskilt om sin uppväxt. Gray, som uttryckt att han blev "uppfostrad av internet", ville ha ensamhet som en röd tråd på albumet, något han kom till insikt om efter att ha skrivit "Comfort Crowd". Andra ämnen som Gray berör på Kid Krow är bitterhet, längtan, självkritik och hämnd samt oärlighet, något som han själv beskrev som "typiskt för sin generation". Musikjournalisten Caitlin White beskrev albumets texter som "fascinerande undersökningar i gapet mellan vad människor säger och faktiskt gör" med karaktärer som "säger en sak men menar något annat". Gray kommenterade detta och sa: "Största delen av min tid när jag växte upp gick ut på att observera människor. Jag försöker alltid att förstå mig på människor för vi är knepiga skapelser. Vi är konstiga. Inget vi säger är någonsin hundra procent sant. Jag gillar också iden att dissekera mig själv och andra och hitta sanningen i vår generations enorma falskhet."
Grays låtskrivande på Kid Krow inspirerades av idolerna Lorde och Taylor Swift. Han har sagt att Swift "uppfostrat" honom som låtskrivare. I en intervju kommenterade han: "Jag var så van med att popmusik bara handlade om fester och droger och det var bara det man fick höra som 10-åring. Jag kunde inte relatera till det alls. Lorde var den första personen som typ hade budskapet: 'Jag bor i förorten'. Det var första gången som jag faktiskt kunde förstå låttexten och det var då jag kunde börja skriva musik om mitt liv." Musikjournalisten Rihan Daly ansåg att Gray, likt sina idoler Lorde och Swift, tillämpade en låtskrivartaktik där sorgliga situationer i texterna framställs glada. I en intervju kommenterade Gray detta och sa: "Jag och mina vänner – särskilt Gen Z som grupp – vi hanterar smärta genom att skratta oss igenom det. Så har jag alltid varit. I alla mina låtar – särskilt de stora poplåtarna – gömmer jag så mycket smärta i texten som jag kan. Men jag har också så kul när jag skriver roliga låtar så även om jag är på rätt humör så kommer den nog ändå vara rätt deprimerande."

### Textanalys
"['The Story'] är en låt om hela mitt liv. Jag hade en rätt dålig barndom, för att vara helt ärlig... Jag tror jag tvingades att växa upp riktigt riktigt snabbt. När man är ett barn så känner man sig så liten och utan kontroll... Och det fanns många gånger som jag inte trodde jag skulle överleva min barndom. Jag tänkte att jag aldrig skulle klara det. Det var tufft, men någonstans en bit senare kom ni alla in i bilden och förändrade allting helt. Så tack för att ni bryr er om vad jag har gjort."
Kid Krow inleds med "Comfort Crowd" som beskriver ensamhet och känslomässiga svårigheter som bara kan läka av gemenskapen med nära vänner. Gray skrev texten efter att han flyttat från Texas där han växte upp för att börja på College i Los Angeles. Paper Magazine tolkade texten som en längtan att få vara ensam i någon annans sällskap något som Gray höll med om och utvecklade: "Jag hade precis flyttat hemifrån och alla mina vänner var kvar i Texas. Jag minns att jag satt i sängen med min gitarr och önskade att min bästa vän var med mig, så vi kunde sitta tysta tillsammans och kolla på varsina mobiler som vi brukade göra. Jag ville ha sällskap, men ett sällskap som inte krävde uppmärksamhet. Ett sällskap som man får när man är riktigt bekväm med någon, man behöver inte prata för att få bort en pinsam tystnad." Första verserna avhandlar känslan av att ha hela världens tyngd på sina axlar och första hålla sig vid gott mod inför andra. Han sjunger om kampen att försöka dölja sina svagheter och hur bara en nära vän kan genomskåda detta. Helen Echlich från Affinity Magazine ansåg att "Comfort Crowd" passade väl med den annars mörkare tonen på Kid Krow. Versen “We rot thinking lots about nothing” är en referens till hans tidigare singel "Generation Why" (2017) i vilken han sjunger: “So do you wanna rot in your room like we always do?”.
Tonårsförvirring och dåliga vanor genomsyrar "Wish You Were Sober" som beskriver en High School-fest. Gray sjunger om en kille som han är intresserad av men som bara uppvaktar en tjej. Gray är trött på att vara en "eftertanke" och att personen dricker för mycket öl. I senare delar av texten är personen full och gör Gray sällskap hem och ber om att få spendera natten hos honom. Texten förmedlar frustration och uppgivenhet med Gray som sjunger: "Save me ’till the party is over/ Kiss me in the seat of your Rover/ Real sweet, but I wish you were sober!” Gray är både sårad och road i "Maniac" när ett ex offentligt svartmålar honom men samtidigt vill ha honom tillbaka. Han tar expartnerns förolämpningar och gör dem till en lekfull och trallvänlig melodi som ger honom övertaget utan att bli elakartade motattacker. I refrängen sjunger han: "Tell all of your friends that I'm crazy and drive you mad... So, why do you call me and tell me you want me back?/ You maniac". Gray kom på texten medan han duschade och fått ett fyllesms från ett ex. Han sa: "Jag tyckte det var urkul och alla mina vänner har varit med om liknande saker. Så jag bestämde mig för att skapa en renande break-up låt dedikerad till alla psykotiska ex där ute." "(Online Love)" är ett ode till långdistansdejting via mobiltelefon. Webbplatsen Soundigest ansåg att den korta mellanakten gav substans till resten av albumet och gav lyssnaren en inblick i hur dejting upplevs av ungdomar ur Generation Z.

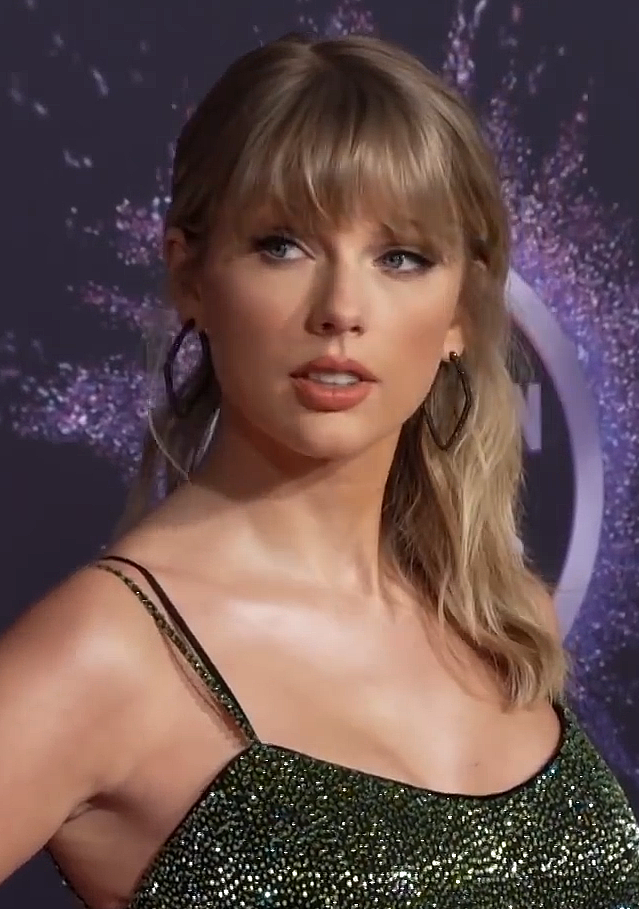
Taylor Swift (på bilden) hade stort inflytande på Gray som låtskrivare vilket ansågs vara tydligt på albumspåret "Heather".

I "Checkmate" sjunger Gray om en kärlekspartner som inte besvarar hans känslor och bedrar honom. Texten beskriver även andra relationsproblem, exempelvis där ena partnern tror att relationen är exklusiv, samtidigt som den andra partnern inte lever efter samma exklusivitet. Den inleds med textversen: “You think you’re funny, right?/ Calling me drunk when it’s too late at night/ Telling me truths that you know are all lies”. Gray skrev texten på fyra minuter samtidigt som han "fulgrät" i sitt sovrum över en person "han brukade gilla", men som bara spelade spel med hans känslor. Han beskrev "Checkmate" som "sista droppen" efter att personen ringt honom mitt i natten och bekänt sina känslor, bara för att helt ignorera honom följande vecka. Maxamillion Polo från webbplatsen Ones to Watch ansåg att texten var ett "effektfullt stopp" på en romans som annars bara hade lett till hjärtekross eller osäkerhet kring att få sina känslor besvarade. Han beskrev den som en "adrenalininjektion", vilken gjorde att Gray istället kunde läka och gå vidare. "The Cut That Always Bleed" beskrevs av Affinity Magazine som en "uppenbarelse att personen du desperat vill ha inte är intresserad". Texten är känslosamt laddad med Gray som står i valet och kvalet kring att avsluta en ohälsosam kärleksrelation. "Fight or Flight" beskriver hur Grays instinkter ofta får honom att fly istället för att öppna upp sig inför andra personer. Texten har jämförts med den på "Lookalike" från hans EP Sunset Season. Soundigest tolkade texten som att han avslutat den tidigare nämnda relationen i "The Cut That Always Bleed" och nu hanterade känslor som ilska, ånger och sårbarhet.
"Affluenza" är en sammanslagning av orden "affluent" och "influenza" och utforskar ekonomisk rikedom och problemen som medföljer. Affinity ansåg att låten kunde vara en referens till Ethan Couch, en rik tonåring i USA som dödade en familj när han körde rattfull. Texten i "Heather" beskriver Grays svartsjuka när killen han är förälskad i istället intresserar sig för en tjej. Han medger att det egentligen inte finns någon anledning att "hata Heather" men önskar att det var han som fått uppmärksamheten istället. Han sjunger: "Why would you ever kiss me?/ I'm not even half as pretty" innan han utbrister: "I Wish I were Heather!". I en intervju sammanfattade Gray kort: "Den handlar om obesvarad kärlek, vilket typ har varit min livshistoria såhär långt." Han sätt att uttrycka sig genom låttexten jämfördes med Swifts låtskrivande. "Little League" är en tillbakablick mot barndomens glädje och längtan att kunna resa tillbaka dit. "The Story" skiftar mellan berättande i andra och tredje person. Den beskriver hans turbulenta barndom och minnen som varit traumatiska för honom samt andra intima historier om både honom och hans vänner och hur dessa historier har format honom och personer i hans omgivning. Han sjunger bland annat om två killar som var bästa vänner, men där den ena alltid önskat att de var mer än så.

## Visuella teman
De visuella delarna av Kid Krow skapades utifrån Grays visioner. Han beskrev i en intervju hur det tog tid att färdigställa albumprojektet då han ville vara delaktig i alla aspekter och beskrev sig själv som ett "kontrollfreak". Han sa: "Det tog lång tid eftersom varje liten sak var upp till mig vad jag ville och vad som skulle göras. Även musikvideorna vilka jag skrev handlingarna till, jag skötte scenklippningen i dem och all färgsättning." Han utvecklade: "Jag kan inte kontrollera hur andra reagerar på min musik, men jag kan kontrollera hur musiken ser ut och känns. Jag tenderar att skapa varje liten detalj, även merch och font och allt annat. Jag älskar att göra det. Det är en del av anledningen till att jag är här. Jag är besatt av hela processen."
Albumomslaget till Kid Krow är en bild på Gray tagen framifrån där han sitter med armarna i kors över knäna. På hans högra axel landar en kråka. Albumtiteln kom ifrån Grays vän som beskrev honom som en "crow" (kråka) tack vare hans cyniska sätt att se på saker. I en intervju med Apple Music kommenterade han titeln och sa: "Mina vänner skojar ofta och säger att om jag vore ett djur vore jag en kråka." Bilden skapades utifrån en målning som Gray gjorde som han visade för fotografen Dillion Matthews.

### Musikvideor
Den visuella marknadsföringen för Kid Krow startade med utgivningen av musikvideon för första singeln "Checkmate". Helen Ehrlich från Affinity Magazine uppmärksammade att videon innebar ett skifte i stil och tematik för Gray. Videon har en varm och nostalgisk estetik i 1990-tals tema. Flera referenser till decenniet förekommer, däribland en iMac G3 som Gray spelar schack på och hörlurar av märket Discman. I kontrast till den varma tonen beskrev Ehrlich handlingen som ett tonårsdrama med mörk humor. Hon jämförde den med 10 Things I Hate About You, Ladybird och One Tree Hill. I juli 2019 laddade Gray upp en teaser för videon på sociala medier. Videon börjar med Gray som sitter och lyssnar på röstmeddelanden där både hans kärlekspartner och hans vän ställer in sina planer med honom för att sedan istället umgås med varandra. Följande sekvenser visar hur Gray förföljer paret i smyg för att sedan kidnappa dem och skicka iväg dem i en stor låda. Videon avslutas med att lådan spolas iland på en öde ö. Gray skrev handlingen till musikvideon för "Comfort Crowd" som regisserades av Brume. Videon har en mörk atmosfär där Gray ses i ett avlägset beläget hus tillsammans med en klon av honom, som han mördar. Videons skräckfilmstema förstärks med rekvisita typiskt för genren. Gray beskrev symboliken i handlingen som en inlaga i att växa upp och ständigt förändras.
"Jag tror alla har haft att göra med ett psykotiskt ex någon gång i livet. Med 'Maniac'-videon ville jag att allas värsta mardröm skulle besannas- alla exen på samma natt som kommer tillbaka för att hemsöka dig. Typ Night of the Living Exes. När jag väl kommit på videons handling så visste jag direkt att jag ville att Jessica Barden från End of the F***ing World skulle spela min bästa vän. Jess är otroligt talangfull, och hon påminner mycket om min riktiga bästis som jag sett dejta en drös med slemmiga typer. Sportkillen, den konstnärliga typen, den trevliga etc. Jag tyckte det vore urkul att ta med alla dessa karaktärer och sätta in dom i en töntig 1980-tals skräckis."
Musikvideon för "Maniac" fortsätter i skräckfilmstema och gästas av den brittiska skådespelaren Jessica Barden, känd från TV-serien The End of the F***ing World. Videon lånar influenser från klassiker som Dawn of the Dead (2004) och Zombieland (2009) samt musikvideon för Michael Jacksons "Thriller" (1982). Handlingen utspelar sig på en biograf där Gray och Barden jobbar under Halloween. Bardens ex-pojkvänner blir Zombies och försöker vinna tillbaka henne. Tillsammans måste dom försvara sig mot killarna vilka har stereotypa smeknamn från High School, exempelvis "The Meathead", "The Nice Guy", "The Art Boy" och "The Dreamboat". Under videons gång utför Gray även danskoreografi. Musikvideon till "The Story" beskrevs som hans mest personliga video dittills i karriären och är en bokstavlig tolkning av låttexten. Gray ses vandra omkring ensam i industriell landsbygdsmiljö i en sydamerikansk småstad. Han färdas i bil och besöker ett litet och fattigt bostadshus och återupplever karaktärernas liv och öden som han sjunger om i texten. Gray framför senare verser utomhus i regn bland karaktärernas andar. När han framför sista versen: "It's not the end of the story", blir det en triumf för andarna. I en intervju sa Gray att han ville berätta "hur det var att växa upp i Texas". Han kände ofta att det var "han och hans vänner mot världen". Han förklarade: "Ungdomar från småstäder lyckas vanligtvis inte fly och skapa en framtid för sig själva, men vi hade alla som mål att försöka lämna Texas." Han ville att videons handling skulle reflektera ungdomarnas längtan att lämna, "omgärdad av de minnen och historier" som formade dem. Han avslutade: "Jag ville att videon skulle vara en påminnelse om att det finns hopp också. Även om smärtsamma minnen från mitt förflutna hemsöker mig så lyckades jag ta mig därifrån. Min framtid såg inte så ljus ut, men det var inte slutet på historien."

## Utgivning och marknadsföring
Gray tillkännagav albumomslaget och innehållsförteckningen till Kid Krow den 10 januari 2020. I samband med utgivningen av första singeln "Checkmate" tillkännagav Gray sin andra konsertturné, The Comfort Crowd Tour. I USA och Kanada fick fans en kod vid biljettköpet till konserten för att senare kunna hämta ut ett gratis exemplar av Kid Krow. Konsertturnén pågick i sex veckor och började vid The Pageant i Saint Louis och besökte större städer runt om i USA för att till sist avslutas med tre spelningar i The Fonda Theatre i Los Angeles den 12 till 13 november. I mars 2020 besökte han Australien för en spelning. Biljetter till konserten sålde slut på tio minuter. Kid Krow släpptes den 20 mars 2020 av Republic Records i USA och Island Records i Storbritannien.
Gray skulle ha uppträtt vid musikfestivalen Coachella några veckor efter albumutgivningen men festivalen ställdes in till följd av covid-19-pandemin. Även ett uppträdande på i pratprogrammet The Tonight Show Starring Jimmy Fallon ställdes in till följd av pandemin samt hans första världsturné, Kid Krow World Tour.

### Singlar
Kid Krow genererade totalt sex singlar: "Checkmate", "Comfort Crowd", "Maniac", "The Story", "Wish You Were Sober" och "Heather". I juli 2019 släpptes första singeln "Checkmate" som hyllades av flera musikjournalister. Fram till januari 2020 hade låten streamats över 22 miljoner gånger på Spotify. "Comfort Crowd" och den tillhörande musikvideon hade premiär på hemsidan till Paper Magazine den 5 september 2019. Inom några veckor hade låten fått över en miljon streams på Spotify och fram till januari 2020 hade den fått 19 miljoner. Gray och Rebplic släppte "Maniac" som huvudsingel från albumet den 25 oktober. Vid utgivningen anordnade Gray en utgivningsfest online där han chattade med fans och kollade på videon tillsammans med dem. Efter utgivningen blev låten snabbt Grays mest populära och fick 90 miljoner streams på Spotify inom några månader. Den blev framgångsrik på radio i Australien och Storbritannien och blev viral på sociala medier plattformen TikTok där den gick in på Top 25 Trending Chart. I USA blev "Maniac" Grays första singelutgivning att gå in på någon av landets Billboardlistor när den nådde plats 25 på Bubbling Under Hot 100 Singles och fick ett platinacertifikat av Recording Industry Association of America (RIAA). I Australien nådde låten plats 24 på landets singellista utfärdad av ARIA Charts och mottog trippelt platinacertifikat. Den mottog platina eller flerfaldigt platinacertifikat i Brasilien, Polen, Kanada och Sydkorea. Låten hjälpte Gray att bli en av Spotifys topp-femhundra mest spelade artister med 8,1 miljoner lyssnare per månad.
"The Story" gavs ut som albumets fjärde singel den 16 januari 2020. Musikvideon till låten hade premiär på MTV Live, MTVu och på Viacoms fasadskärm på Times Square i New York. Inom en vecka hade låten fått två miljoner streams på Spotify och mottog hyllningar av musikjournalister. Uproxx beskrev låten som en av veckans bästa utgivningar och Paper Magazine tog med den på deras lista Bops Only: 10 Songs You Need to Start Your Weekend Right. "Wish You Were Sober" gavs ut som en överraskning till fans 18 mars 2020. "Heather" var till en början inte planerad att ges ut som en singel från Kid Krow men under sommaren 2020 blev låten viral på sociala medier. Låtens plötsliga popularitet kom som en överraskning för Gray, Nigro och Republic och man gav ut den som albumets sjätte musiksingel den 4 september. "Heather" blev en sleeper hit och den mest framgångsrika singeln fram till dess i Grays karriär. I USA blev låten hans första att gå in på den prestigefyllda singellistan Billboard Hot 100 där den som bäst placerade sig på plats 46 och till sist mottog ett fyrfaldigt platinacertifikat av Recording Industry Association of America. "Heather" blev Grays genombrott i Storbritannien där den nådde topp-fyrtio på UK Singles Chart. Den nådde även topp-fyrtio i Australien, Nya Zeeland och Irland. Gray framförde låten live i The Late Late Show with James Corden och The Today Show i oktober samma år. Låten blev hans första att nå över en miljard streams på Spotify.

## Mottagande

### Professionella recensioner
Efter utgivningen mottog Kid Krow positiva recensioner av musikjournalister. Matt Collar från Allmusic gav albumet fyra av fem stjärnor i betyg och skrev: "På Kid Krow levererar tidigare Youtubern- numera popskaparen- Conan Gray ett myndigt album som visar hans talang för att ta känslor av melankoli och ensamhet och göra dem till trallvänliga pop-konfektyrer." Han sammanfattade recensionen med att skriva: "Kid Krow är sammantaget charmig och relaterbar av samma anledning som gav honom tusentals fans. Den presenterar honom som en talangfull och omtänksam ungdom som försöker navigera den krokiga vägen till att bli vuxen. Till och med på hans mest emotionella nummer så har han tillräckligt med karisma för att du ska vilja sjunga med." Holly Mosley från webbplatsen Contact Music beskrev Kid Krow som ett "myndigt, popmästerverk som alla tonåringar desperat väntat på". Hon skrev: "Det borde finnas mer musik som tonåringar kan relatera till och den här samlingen tonårsångest är så medryckande och konstigt upplyftande."
Will Strickson från tidskriften DIY beskrev albumet som en "samling trallvänliga refränger, harmonier och texter direkt hämtade ur en High School-film". Han noterade att Grays musik skapats "utifrån äkta känslor och inte från något affärsmöte" vilket gjorde att han redan var på "god väg att bli en popikon år 2020." Den brittiska tidskriften Dork beskrev albumet som ett "komplett paket" och gav det fyra av fem stjärnor. NME ansåg att Gray besatt en "tillbakalutad charm" och skrev: "drömmar skapas och hjärtan krossas medan han navigerar ungdomens problematik med listig nyans". The Musical Hype beskrev Gray som en "potent låtskrivare" och berömde hans sånginsats då han aldrig "försöker för mycket, men heller aldrig är underväldigande". Brendan Wetmore från Paper Magazine var positiv: "Den 36 sekunder långa '(Online Love)' är som att betrakta ett stearinljus som sakta tynar under ett glaslock. Man kan inte låta bli att undra: kommer Gray alltid att vara lika ensam?" Wetmore fortsatte: 
| ” | Dessa frågor är kruxet, inte bara på Kid Krow men för en hel digitalt förändrad generation. Gray målar upp en bild av en ung man i kris, plågad av självtvivel och romantiska gaslightare. Albumet är som en virvelstorm genom minnen från din hemstad på en Vespa, dekorerad med rebellisk och akustisk rock med pop-struktur. Det är ungdomligt, högljutt och målande – det är Gen Z. | „ |

Shawn Westcott från webbplatsen Pop Crave ansåg att Kid Krow bitvis kändes lite "ytligt" men sammanfattade med att skriva: "Höjdpunkterna på Kid Krow väger helt klart upp trots utfyllnaden. Grays karisma som låtskrivare och framförare visar att han är en formidabel kraft inom pop." Piper Westrom från Riff skrev: "På sin fullängdsdebut Kid Krow visar den unga singer-songwritern på mod och mognad som inte allt för ofta hittas bland hans jämngamla." Westrom berömde albumets öppenhjärtiga låttexter och fortsatte: "Du har redan hört mängder av historier berättade om kärlek genom en heterosexuell lins men det finns färre exempel likt denna. Gray visar på mod för någon som är så ung (han fyllde 21 nu i december) när han tacklar ämnen som på detta album, ett mod som sällan syns så tidigt i karriärer." Emily Tan från Spin beskrev Gray som "sin generations röst" och att varje låt på albumet beskrev situationer som var "relaterbara- för både gamla och unga". Webbplatsen Soundigest beskrev albumet som en "lyckad debut" då den gav prov på Grays "historieberättande" och personlighet. Ruth Worden från webbplatsen Teen Ink ansåg att Kid Krow utforskade känslor som "man ofta känner, men inte kan sätta ord på" och fortsatte: "Om du behöver skrika i bilen till musik, så är det här albumet precis rätt. Den slukar dig med kärlek, skratt, råa känslor och andras oaktsamma handlingar."

#### Kritikers topplistor
| Publikation | Lista                          | Rank | Ref.   |
| ----------- | ------------------------------ | ---- | ------ |
| UPROXX      | The Best Albums of 2020 So Far | 30   | [ 85 ] |

### Försäljning och streaming
I mars 2020 hade de utgivna låtarna från Kid Krow streamats över 500 miljoner gånger. Efter utgivningen klättrade albumet till topp-tio på iTunes och topp-fem på listan över enbart popalbum. Kid Krow gick in på femteplatsen på amerikanska mainstreamlistan Billboard 200, på förstaplatsen på Pop Albums samt andraplatsen på Top Album Sales. Försäljningen av albumet efter premiärveckan beräknades till 49 000 exemplar varav 37 000 var fysiska exemplar. I september 2020 var albumet årets bästsäljande debutalbum i USA och blev det bästsäljande debutalbumet i kategorin pop sedan Camila Cabellos självbetitlade album från 2018. Efter att "Heather" blivit en sleeper hit fick Kid Krow en uppsving i försäljning på de flesta musikmarknader och gick in på flera albumlistor på nytt under 2021.

## Inverkan
Både Forbes och Billboard lyfte fram Gray som en trolig nominering i kategorin Best New Artist vid den årliga amerikanska prisceremonin Grammy Awards. Efter den kommersiella framgången med Kid Krow lyfte Apple Music fram Gray i deras Up Next, ett initiativ för att marknadsföra nya talanger. Marknadsföringen inkluderade en mini-dokumentär om honom.
Taylor Swift reagerade på albumet i ett inlägg på Instagram och skrev: "Besatt av hela det här albumet men ['Wish You Were Sober'] är ett mästerverk. Inte för att ta i men den kommer spelas resten av mitt liv." Gray svarade på Swifts kommentar i versaler och skrev: "Tack för att du har varit en livslång inspiration för mig och en ikon. Jag kan ärligt talat säga att du uppfostrade mig både som låtskrivare och som människa och jag kan nog inte uttrycka helt hur mycket detta betyder för mig." Den brittiska artisten Elton John uttryckte beundran för Gray i en intervju med BBC Radio 6 och sa: "Den finns en kille som heter Conan Gray som har en låt som heter 'Heather' och han är 22, han är från USA och han är den enda av de nya artisterna som faktiskt skriver låtar, utan hjälp av andra. Alla andra har fyra eller fem låtskrivare per låt. De flesta låtarna på topplistorna just nu är inte riktiga låtar. Det är bara ihopkok och det är trevligt med någon som skriver en riktig låt."

## Låtlista
Alla spår är skrivna av Conan Gray om inte annat anges. Alla spår är producerade av Dan Nigro om inte annat anges.
| 1.           | "Comfort Crowd"              | Gray Dan Nigro                          |                | 2:54  |
| 2.           | "Wish You Were Sober"        | Gray Nigro                              |                | 2:48  |
| 3.           | "Maniac"                     | Gray Nigro                              |                | 3:05  |
| 4.           | "(Online Love)"              |                                         | Gray           | 0:37  |
| 5.           | "Checkmate"                  |                                         |                | 2:28  |
| 6.           | "The Cut That Always Bleeds" |                                         |                | 3:51  |
| 7.           | "Fight or Flight"            |                                         |                | 2:51  |
| 8.           | "Affluenza"                  | Gray Nigro                              |                | 3:19  |
| 9.           | "(Can We Be Friends?)"       |                                         |                | 0:57  |
| 10.          | "Heather"                    |                                         | Nigro Jam City | 3:18  |
| 11.          | "Little League"              | Gray Ben Berger Ryan McMahon Ryan Rabin | Captain Cuts   | 3:14  |
| 12.          | "The Story"                  |                                         |                | 4:05  |
| Total längd: | Total längd:                 | Total längd:                            | Total längd:   | 33:27 |

## Medverkande
Information hämtad från Discogs.
- Conan Gray – sång, låtskrivare (alla spår), bakgrundssång (spår 1–3,5–7,10,12), producent (spår 4), akustisk gitarr (spår 4,9)
- Daniel Nigro – producent (spår 1,3,5,12), låtskrivare (spår 3), bas (spår 1,3–5,10), elgitarr (spår 1–2,5,7–8,10,12), akustisk gitarr (spår 1,5–6,10,12), bas (spår 1–3,8,12), trumprogrammering (spår 1–3,5–8,12), synthesizer (spår 1–3,7–8,12), ljudteknik (spår 1–3,6–8,10,12), ljudmixning (spår 9)
- Ryan Linvil – trumprogrammering (spår 1,5), elgitarr (spår 5,7)
- Captain Cuts – producent (spår 11), kompositör (spår 11), gitarr (spår 11), trummor (spår 11), bas (spår 11), låtskrivare (spår 11)
- Mitch McCarthy – ljudmixning (spår 1,6–8,10,12)
- Chris Kasych – ljudteknik (spår 1,6–7)
- Jam City – assisterande producent (spår 10), gitarr (spår 10), ljudteknik (spår 10), trumprogrammering (spår 10)
- Sterling Laws – trummor (spår 1,6–7)
- Oscar Neidhardt – ljudteknik (sång), klippning (spår 11)
- John Hanes – ljudteknik (spår 3)
- Serban Ghenea – ljudmixning (spår 2–3,11)
- Michael Freeman  – ljudmixning (spår 5)
- Mark "Spike" Stent – ljudmixning (spår 5)
- Erick Sema – gitarr (spår 6–7)
- Kathleen – bakgrundssång (spår 12)
- Randy Merrill - mastering

## Topplistor
| Lista (2020)                                   | Högsta position |
| ---------------------------------------------- | --------------- |
| Australien (ARIA Charts)                       | 26              |
| Belgien (Ultratop Flandern)                    | 49              |
| Kanada Canadian Albums Chart (Billboard)       | 5               |
| Finland (Suomen virallinen lista)              | 27              |
| Estland (Eesti Tipp-40)                        | 21              |
| Nederländerna (Album Top 100)                  | 94              |
| Irland (OCC)                                   | 20              |
| Litauen (AGATA)                                | 11              |
| Nya Zeeland (RMNZ)                             | 32              |
| Norge (VG-lista)                               | 33              |
| Polen (ZPAV)                                   | 28              |
| Portugal (AFP)                                 | 38              |
| Skottland Official Scottish Albums Chart (OCC) | 11              |
| Spanien (PROMUSICAE)                           | 39              |
| Sverige (Sverigetopplistan)                    | 60              |
| Storbritannien UK Albums Chart (OCC)           | 57              |
| USA Billboard 200                              | 5               |
| USA Pop Albums (Billboard)                     | 1               |
| Österrike (Ö3 Austria)                         | 60              |

| Lista (2020)      | Högsta position |
| ----------------- | --------------- |
| USA Billboard 200 | 180             |

## Certifikat
| Kanada (Music Canada)                                                                        | Guld    | 40 000‡  |
| Danmark (IFPI Danmark)                                                                       | Guld    | 10 000‡  |
| Mexiko (AMPROFON)                                                                            | Platina | 60 000‡  |
| Polen (ZPAV)                                                                                 | Guld    | 10 000‡  |
| Singapore (RIAS)                                                                             | Guld    | 5 000^   |
| Storbritannien (BPI)                                                                         | Silver  | 60 000‡  |
| USA (RIAA)                                                                                   | Guld    | 500 000‡ |
| ^ avser siffror baserade på certifikat ‡ avser siffror baserade på försäljning och streaming |         |          |

## Utgivningshistorik
| Land            | Datum        | Utgåva   | Format                                         | Skivbolag | Ref.    |
| --------------- | ------------ | -------- | ---------------------------------------------- | --------- | ------- |
| Internationellt | 20 mars 2020 | Standard | Digital nedladdning streaming CD kassett vinyl | Republic  | [ 116 ] |